# Thomas Sumter
Thomas Sumter (1734 – 1832) fou un plantador, militar i polític nord-americà. Després de la independència dels Estats Units va ser elegit a la Cambra de Representants dels Estats Units i al Senat dels Estats Units, on va servir des de 1801 a 1810, quan es va retirar. Sumter era anomenat el "gall de baralla de Carolina" pel seu feroç estil de lluita contra els soldats britànics després que cremessin la seva casa durant la Revolució.

## Vida familiar
Thomas Sumter va néixer al comtat de Hanover, a la Província de Virginia. Se sap poc del llinatge de Sumters. Després de rebre una educació rudimentària, el jove Sumter es va allistar a la milícia de Virgínia.

## L'expedició Timberlake

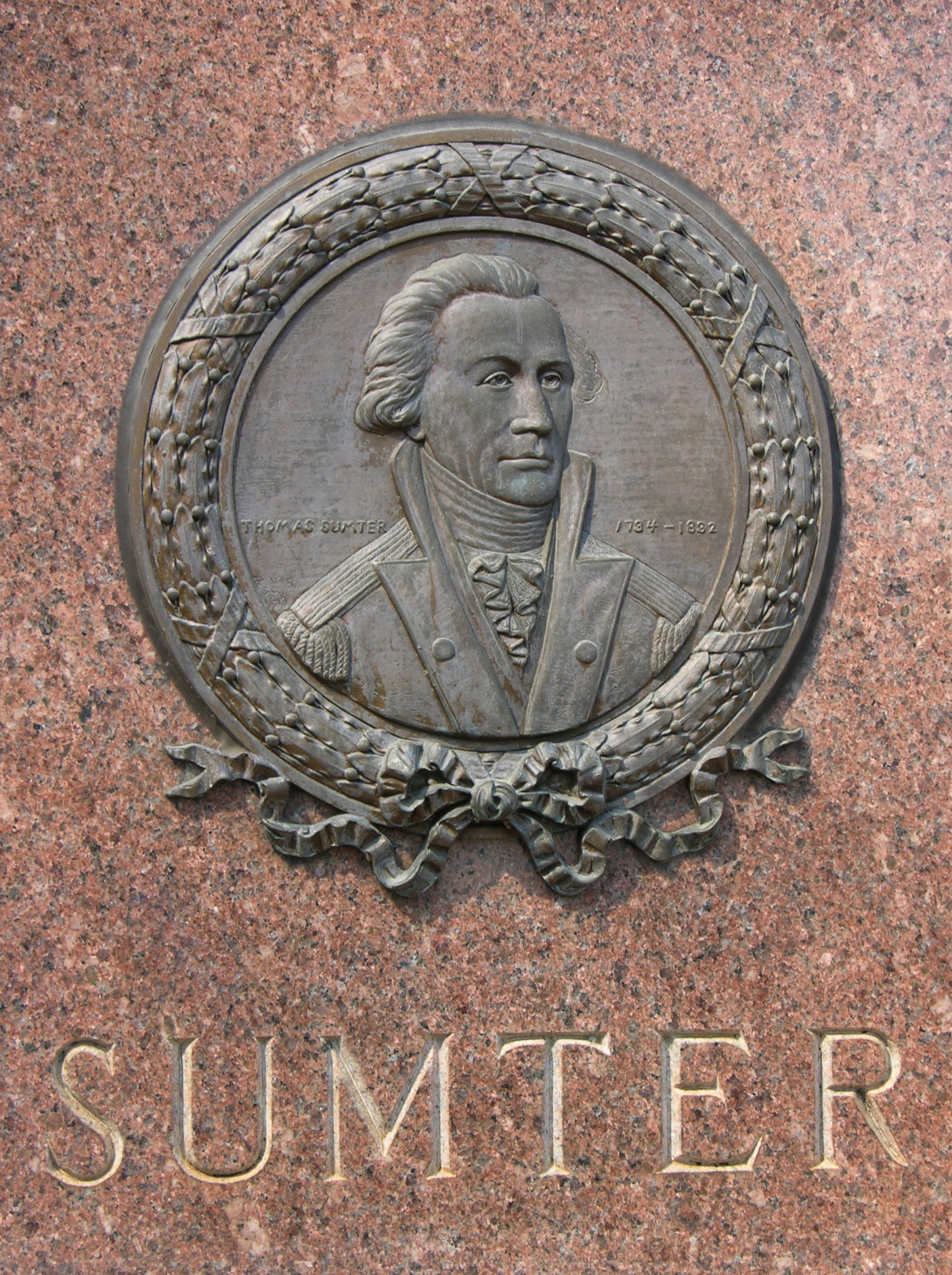
Placa al capitoli de Carolina del Sud

Al final de la guerra Anglo-cherokee, el 1761, Sumter va ser convidat a unir-se a la que seria coneguda com l'"Expecició Timberlake" organitzada pel coronel Adam Stephen i dirigida per Henry Timberlake. El propòsit de l'expedició era per visitar els poblats de l'Overhill Cherokee i renovar amistat amb els Cherokee acabada a guerra. El petit equip expedicionàri conssistia de Timberlake, Sumter (qui parcialment finançava l'aventura amb diners prestats), un intèrpret anomenat John McCormack, i un criat.
En un moment inicial del gairebé any i mig de viatge, una entrada al diari de Timberlake descriu la natació de Sumter gairebé mitja milla en les gelades aigües per recuperar la seva canoa, que s'havia allunyat mentre estaven explorant una cova. El grup va arribar a la poble de Tomotley el 20 de desembre, on van ser rebuts pel cap del poblat, Ostenaco i aviat es van trobar els participants en una cerimònia de la pipa de la pau.
En les setmanes següents, Sumter i el grup van assistir a cerimònies de pau en diversos poblats d'Overhill, com Chota, Citico, i Chilhowee.

## Retorn a les colònies i un viatge a l'estranger

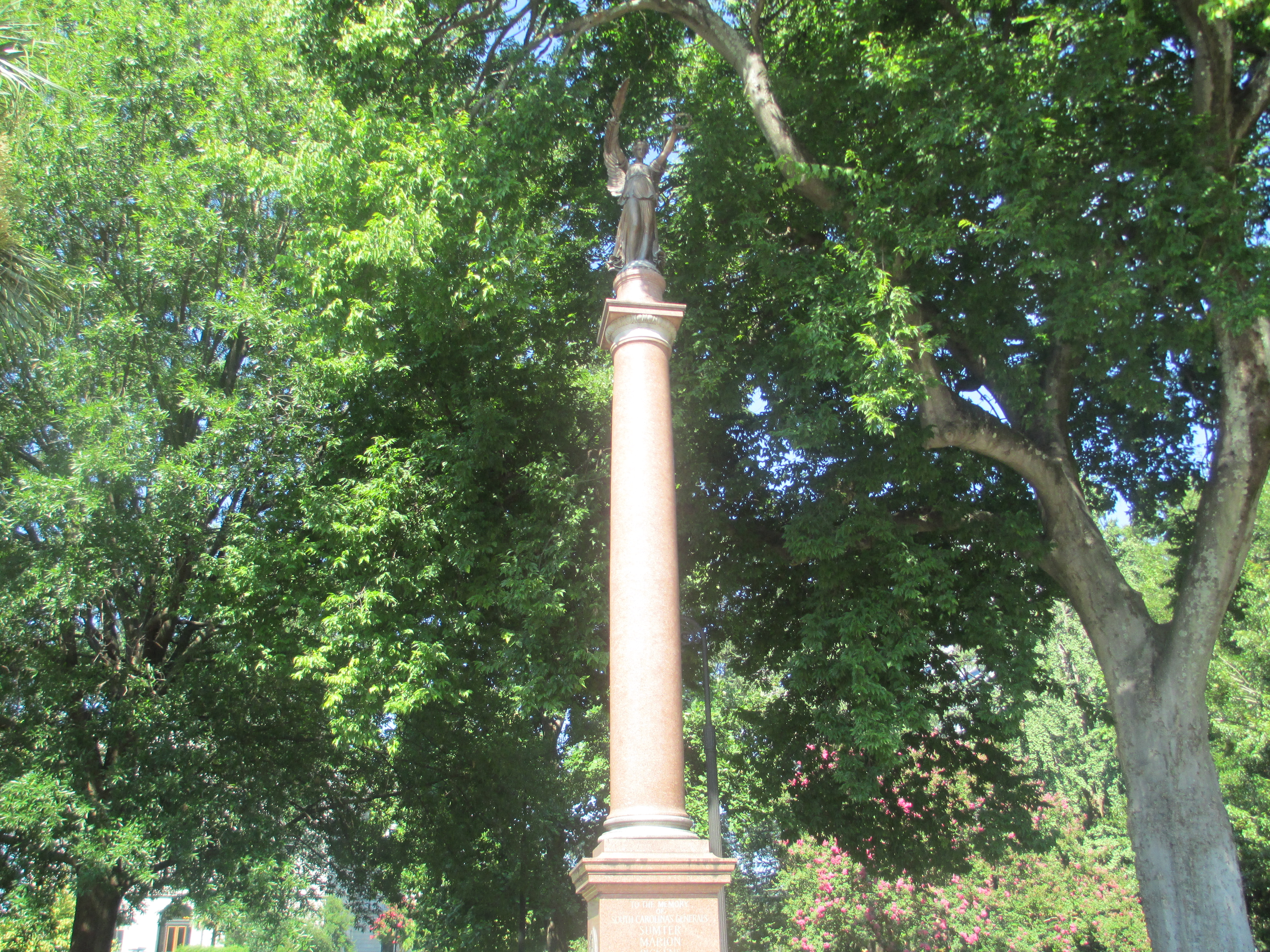
Sumter comparteix un monument, eregit el 1913, als terrenys del Capitoli de Columbia amb dos altres generals de la Guerra Revolucionària, Francis Marion i Andrew Pickens

El grup, juntament amb diversos caps Cherokee, va arribar a Williamsburg, Virginia al riu James a principis d'abril de 1762. Mentrestant a Williamsburg, Ostenaco va professar el seu desig de conèixer el rei d'Anglaterra. El maig de 1762, Timberlake, Sumter i tres líders Cherokee distingits, inclòs Ostenaco, van partir cap a Londres. Arribats a principis de juny, els indis eren una atracció immediata, atraient multituds per tota la ciutat.
Els tres Cherokee van acompanyar Sumter de nou a Amèrica del Nord, on van arribar aproximadament el 25 d'agost de 1762 a Carolina del Sud,
on Sumter va ser retingut a causa de dificultats financeres. Va sol·licitar a la colònia de Virgínia el reemborsament de les despeses del viatge però se li va negar. Va ser empresonat posteriorment pel deute a Virgínia. Quan el seu amic i company de milícia, Joseph Martin, van arribar a Staunton, Martin va demanar de passar la nit amb Sumter a la presó. Martin va donar-li a Sumter 10 guinees i una destral de guerra. Sumter va usar els diners per pagar la seva sortida de la presó el 1766. Quan Martin i Sumter es van reunir uns trenta anys més tard, Sumter li va tornar els diners.
Sumter va instal·lar-se a Stateburg a High Hills de Santee al Districte Claremont (més tard, el Districte Sumter) Districte. Es va casar amb Mary Jameson l'any 1767 i junts van obrir diverses petits negocis, es van convertir en els amos de plantacions reeixides i Sumter va aixecar una milícia local.

## Guerra Revolucionària americana

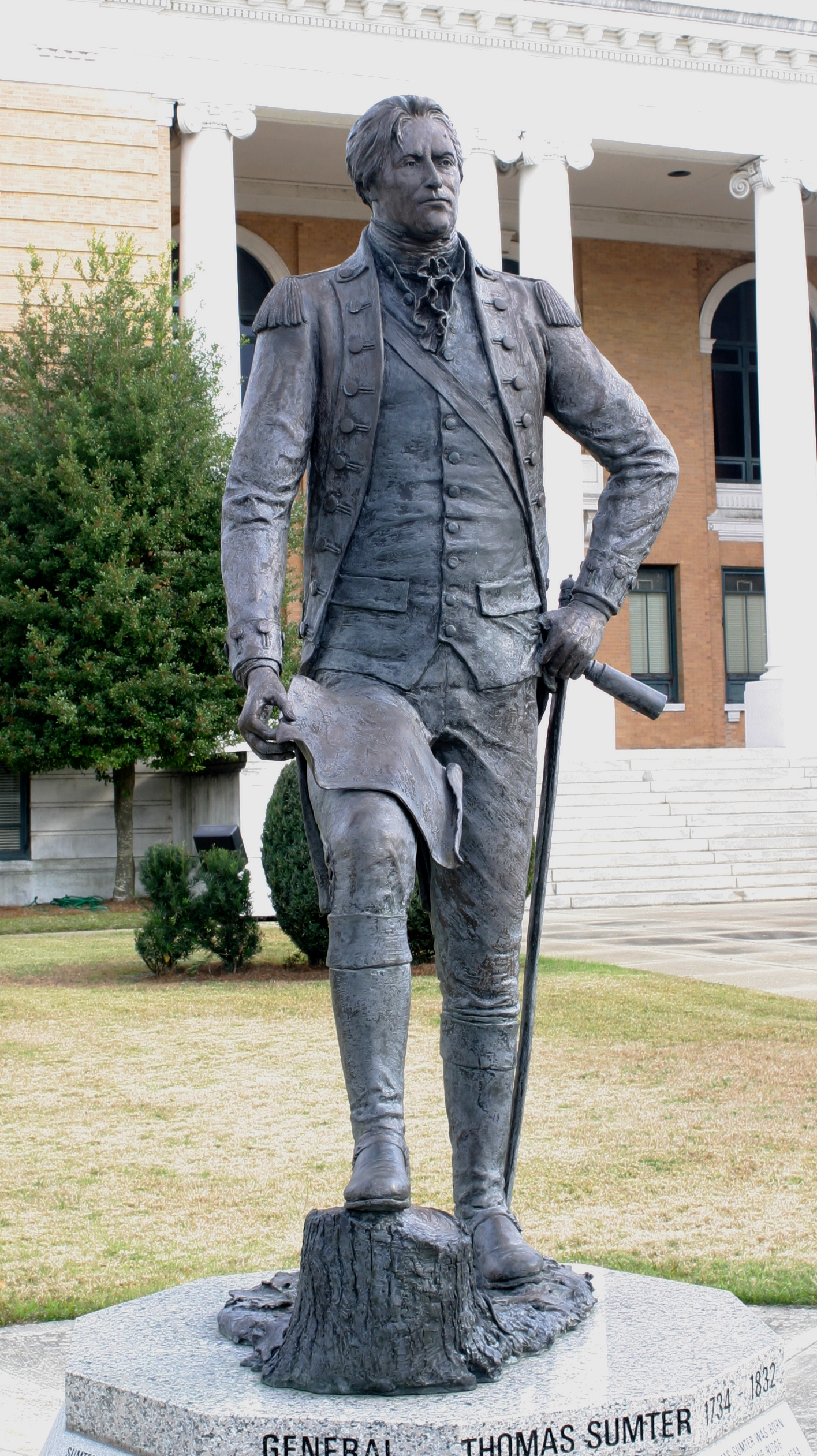
Estàtua de Thomas Sumter a la gespa del jutjat de Sumter, Carolina del Sud

El febrer de 1776 Sumter va ser elegit tinent coronel del Segon Regiment de la línia de Carolina del Sud, de la que més tard va ser nomenat coronel. Posteriorment, va ser nomenat general de brigada, càrrec que va ocupar fins al final de la guerra. Va participar en diverses batalles en els primers mesos de la guerra, incloent la campanya per evitar una invasió de Geòrgia. Potser el seu major assoliment militar va ser la seva campanya partidista, que va contribuir a la decisió de Lord Cornwallis d'abandonar les Carolinas per Virgínia.
Sumter va adquirir el sobrenom de "Gall de Baralla de Carolina" durant la revolució americana per les seves tàctiques de lluita ferotge. Després de la batalla de la granja de Blackstock, el general britànic Banastre Tarleton va comentar que Sumter "va lluitar com un gall de baralla" i Cornwallis va descriure el gall de baralla com la seva "major plaga".

## Després de la guerra
Després de la Revolució, Sumter va ser escollit per la Cambra de Representants, on va servir-hi entre el 4 de març de 1789 i el 4 de març de 1793 i entre el 4 de març de 1797 i el 15 de desembre de 1801. Posteriorment va ser escollit per cobrir la vacant causada per la renúncia del senador Charles Pinckney. Sumter va servir al Senat fins a la seva renúncia el 16 de desembre de 1810.
El fill de Sumter, Thomas Sumter Jr., va ser ambaixador al Brasil, i el pare del congressista de Carolina del Sud Thomas De Lage Sumter.
Sumter va morir l'1 de juny de 1832 a South Mount (la seva plantació prop de Stateburg), a l'edat de 97 anys. Va ser enterrat al Thomas Sumter Memorial Park al comtat de Sumter.

## Llegat

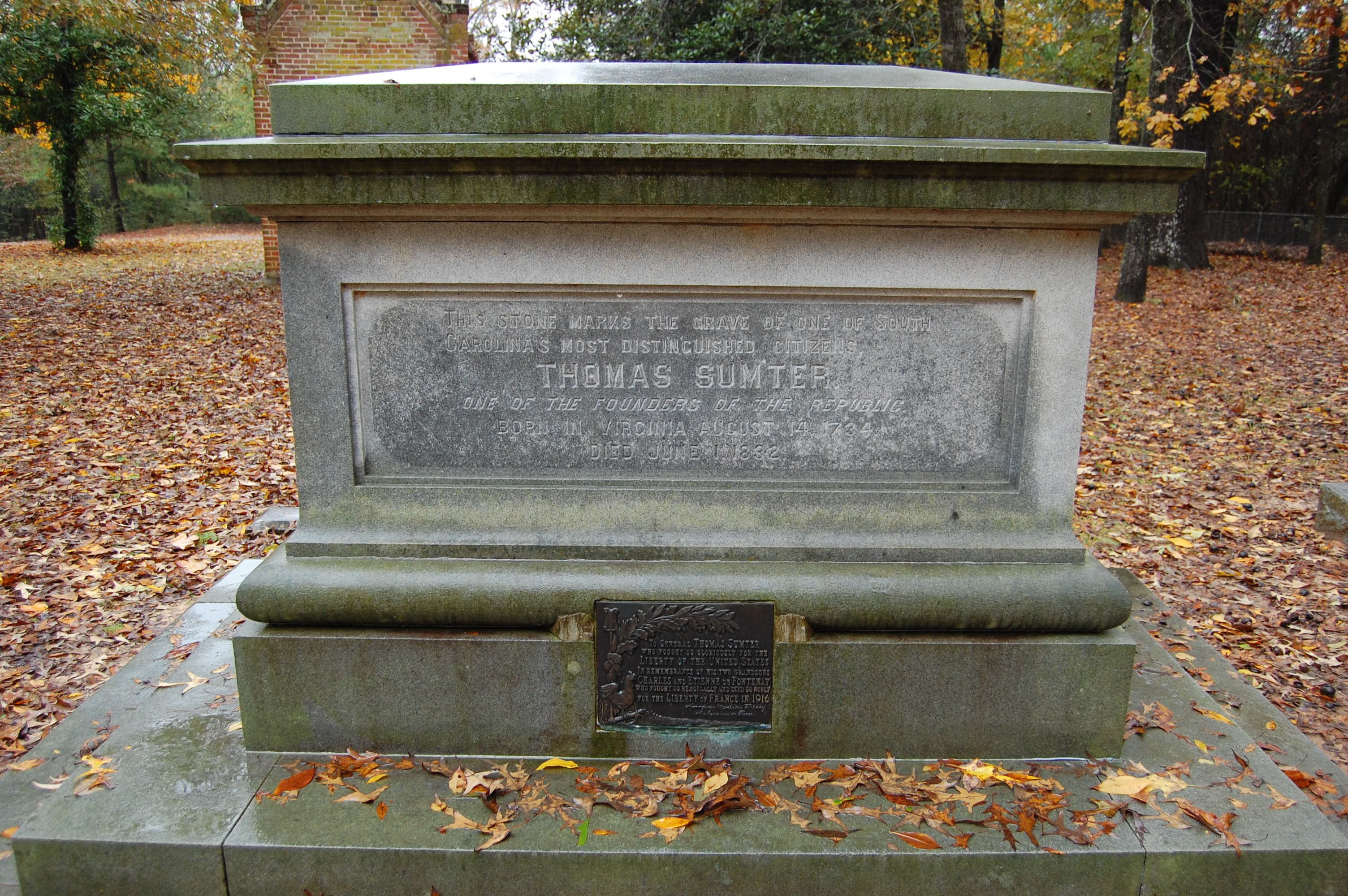
Tomba De Thomas Sumter

La ciutat del mateix nom, Sumter, Carolina del Sud, va erigir un monument en honor seu. La ciutat és sobrenomenada "Gamecock City" pel seu sobrenom ("Gall de baralla" és un dels diversos sobrenoms tradicionals per un nadiu de Carolina del Sud). El sobrenom oficial de la Universitat de Carolina del Sud és els "galls de baralla". Des de 1903 els equips de la universitat s'han conegut simplement com "els galls de baralla."
Fort Sumter al port de Charleston porta el seu nom des de la Guerra de 1812. El fort és conegut per ser el lloc on es van disparar els trets que iniciarien la Guerra Civil americana, a la batalla de Fort Sumter.
Comtats de Carolina del Sud, Florida, Georgia i Alabama s'anomenen Sumter en honor seu.